# Caluromysiops irrupta

Caluromysiops irrupta sau oposumul cu umeri negri este un marsupial arboricol cu o coadă prehensilă, cu care se agață de crengi, și ochi mari, proeminenți. Se hrănește cu fructele și cu nectarul abundent al pădurii tropicale.

## Descriere
Este un animal solitar cu o lungime de până la 30 cm fără coadă, lungimea acesteia fiind până la 40 cm, care trăiește în pădurea tropicală din N-V Americii de Sud.